# Vin du Nouveau Monde

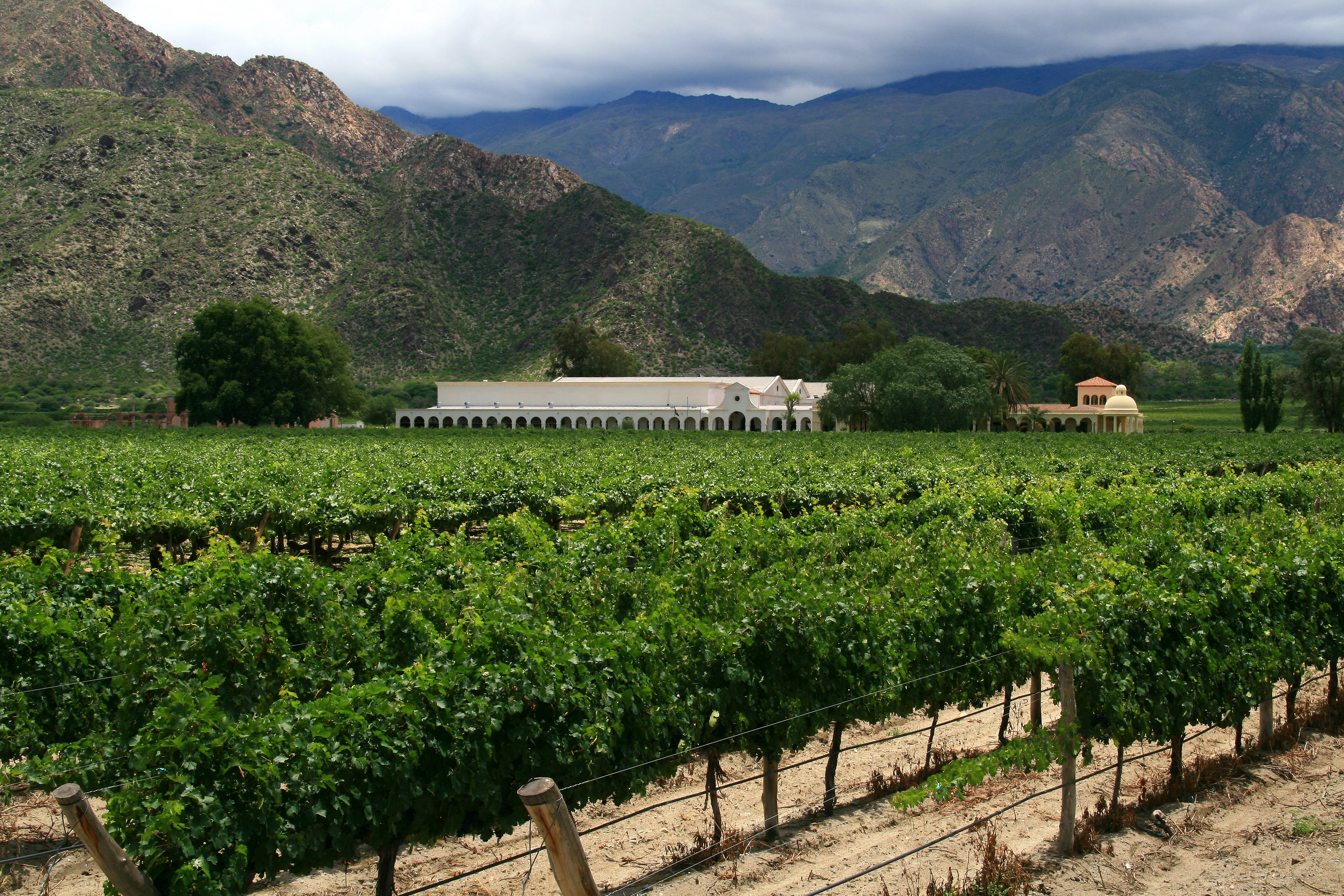
Vignoble à Cafayate, Argentine

Les vins du Nouveau Monde sont les vins produits en dehors des régions viticoles traditionnelles d'Europe et du Moyen-Orient, notamment en Argentine, en Australie, au Canada, au Chili, en Nouvelle-Zélande, en Afrique du Sud et aux États-Unis. L'expression évoque une distinction entre ces vins du « Nouveau Monde » et ceux produits dans les « vieux » pays ayant une longue histoire de production de vin, notamment la France, l'Italie, l'Allemagne, l'Espagne et le Portugal.

## Histoire

### Premiers vins des Amériques
Des boissons alcoolisées étaient fabriquées par les peuples autochtones avant l'arrivée des européens en Amérique. On sait que les peuples autochtones ont utilisé du maïs, des pommes de terre, du quinoa, des fruits des poivriers et des fraises pour fabriquer des boissons alcoolisées. Malgré l'existence d'espèces du genre Vitis (auxquelles appartient Vitis vinifera) au Venezuela, en Colombie, en Amérique centrale et au Mexique, les peuples autochtones n'ont pas fait fermenter ces espèces et n'ont donc pas fabriqué de vin.
Les colons espagnols des Amériques ont d'abord amené des animaux et des plantes du Vieux Monde dans les Amériques pour leur propre consommation dans le but de reproduire le régime qu'ils avaient en Espagne et en Europe. Un autre stimulant pour la production de vin du Nouveau Monde en Amérique espagnole aurait pu être que les vins européens exportés vers les Amériques n'étaient en général pas transportés en bouteilles ni bouchés avec du liège, ce qui les rendait susceptibles d'être acides.
Les tentatives visant à cultiver la vigne dans les Amériques ont commencé à Hispaniola (ancienne Saint-Domingue), au cours du deuxième voyage de Christophe Colomb en 1494. Ferdinand II d'Aragon, roi d'Espagne, a interdit la plantation de vignes à Hispaniola en 1503. Après la mise en place de la vigne en Hispaniola au début du XVIe siècle les vignobles ont été établis avec succès à Mexico en 1524. Hernán Cortés, conquérant du Mexique, promu l'établissement de vignes et en fait en 1524 une exigence pour les colons espagnols qui voulaient acquérir des terres sur le plateau mexicain pour établir des vignobles sur leurs terres. La culture de la vigne au Pérou est connue pour avoir été entreprise par Bartolomé de Terrazas et Francisco de Carabantes dans les années 1540. Ce dernier a établi des vignobles à Ica d'où les vignes ont ensuite été reprises au Chili et en Argentine.
Le plus commun des premiers raisins utilisés est un raisin noir appelé mission (espagnol : misión) qui a été planté au Mexique et par la suite également au Texas, et plus tard en Californie. Des raisins du même stock ont été plantés au Pérou où ils ont reçu le nom de negra peruana (noir péruvien) et de là est né le cépage chilien le plus commun, le país. Ce cépage chilien a été introduit dans ce qui est maintenant l'Argentine où il est devenu connu sous le nom de criolla chica. Ces raisins sont censés provenir d'Espagne, mais il est également possible qu'ils proviennent d'Italie car ils ressemblent beaucoup au cépage mónica cultivé en Sardaigne et en Espagne.
Dans la seconde moitié du XVIe siècle, la demande de vin chez les colons espagnols a provoqué une forte augmentation des exportations de vin espagnol vers le Mexique et Cuba. Cependant, ce n'était pas le cas pour le Pérou, le Chili et l'Argentine, où la culture du vignoble s'était révélée être un succès et nécessitait donc moins d'importations de vins espagnols. Par rapport au Pérou et au Chili, les colons espagnols au Mexique ont établi très peu de vignobles en comparaison.
Aux XVIe et XVIIe siècles, la principale région viticole des Amériques se trouvait sur la côte centrale et méridionale du Pérou, en particulier dans la région d'Ica et de Pisco. En dehors du Pérou et du Chili, le Paraguay s'est développé au XVIe siècle malgré ses températures élevées dans la région de production des vins. Hernando Arias de Saavedra qui a visité la ville d'Asunción en 1602 a déclaré qu'il y avait 187 vignobles totalisant 1 768 000 plants individuels. D'autres sources citent 2 000 000 et 1 778 000 plants à la même époque. Le vin paraguayen (en) a été exporté en aval vers Santa Fe et de là vers le marché du platine. Le vin paraguayen est également connu pour avoir atteint Cordoba dans le centre de l’Argentine.

### Changements aux Amériques et ouverture de l'Afrique du Sud

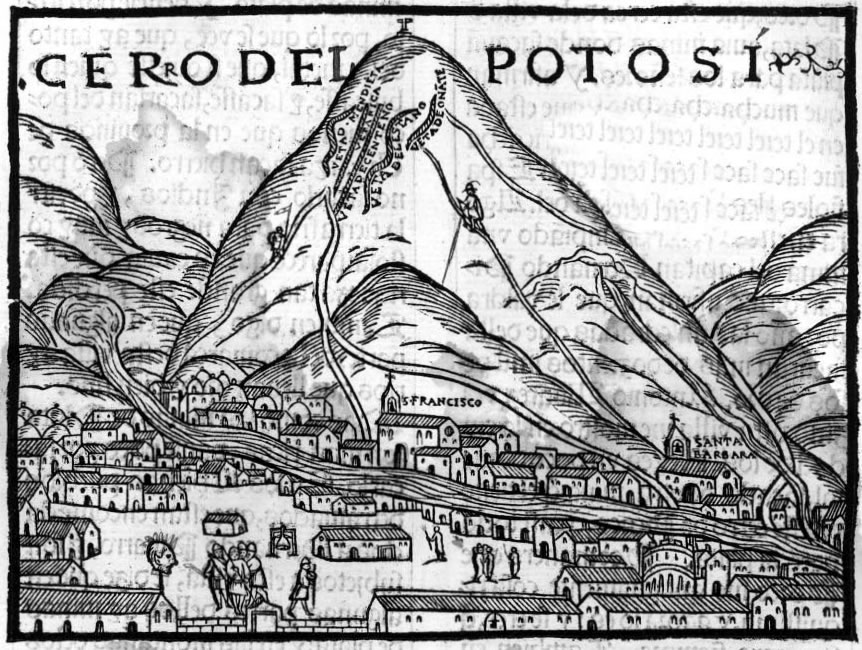
L’activité minière à Potosí a créé une énorme demande de vin au XVIIe siècle en Amérique du Sud. Dessin de Pedro Cieza de León, 1553.

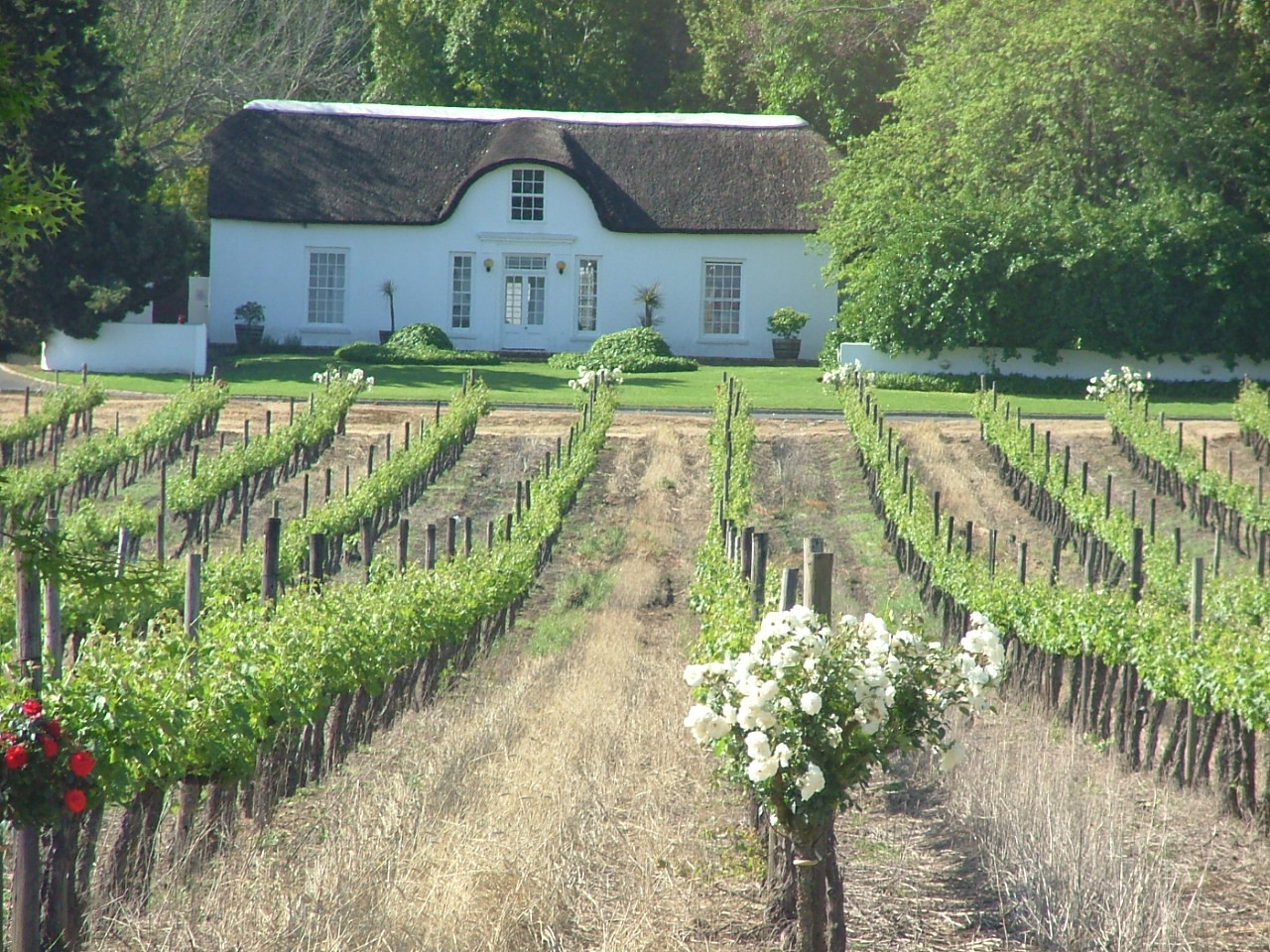
Vignoble à Stellenbosch, Afrique du Sud

En 1595, la Couronne espagnole interdit la création de nouveaux vignobles dans les Amériques, mais cet ordre a été largement ignoré. L'interdiction cherchait à protéger le vin ibérique de la concurrence du vin péruvien et peut être considérée comme un exemple de mercantilisme de base. En outre, la Couronne espagnole a interdit l'exportation de vin péruvien vers le Panama et le Guatemala en 1614 et 1615 respectivement. L'application des restrictions à la croissance et au commerce du vin dans l'Empire espagnol était généralement laxiste. Le Mexique était le seul marché des Amériques que la Couronne espagnole avait réussi à préserver pour certains vins ibériques.
La croissance de l’exploitation minière à Potosí dans la Bolivie actuelle, qui est devenue la plus grande ville des Amériques au XVIIe siècle, a créé une demande constante de vin, essentiellement fournie par le Pérou. À Potosí, une partie des salaires était payée avec du vin. En outre, les viticulteurs péruviens ont fourni la ville de Lima, le centre politique le plus important d'Amérique du Sud aux XVIe et XVIIe siècles. Au Chili, la demande de vin était assurée par l'armée d'Arauco, une armée permanente financée par l'argent de Potosí qui combattait les indigènes Mapuches. Les Paraguayens, qui estimaient que le vin paraguayen ne pouvait rivaliser sur ces trois marchés, ont abandonné la viticulture et ont plutôt cherché des revenus provenant des exportations de tabac et de yerba mate. Au XVIIIe siècle, il n'y avait pratiquement pas de viticulture au Paraguay.
En 1687, le tremblement de terre de 1687 au Pérou, qui détruisit les villes de Villa de Pisco et Ica, frappa toute la côte sud du Pérou. Le tremblement de terre a détruit les caves à vin et les conteneurs en terre utilisés pour le stockage du vin. Cet événement marque la fin du boom du vin au Pérou. La suppression de la Compagnie de Jésus en Amérique espagnole en 1767 entraîna la vente aux enchères des vignobles jésuites au Pérou, mais les nouveaux propriétaires ne possédaient pas la même expertise que les jésuites contribuant à un déclin de la production. La production de vin péruvien a été remise en cause par la production de pisco, également fait à partir de raisins, et l'a ensuite dépassée au début du XVIIIe siècle pour représenter 90 % des boissons de raisins préparés au Pérou en 1764. Même après le passage à la fabrication de pisco, les vignobles péruviens ont connu des difficultés économiques car, à la fin du XVIIIe siècle, la Couronne espagnole a levé l'interdiction de la production de rhum au Pérou, moins chère et de moindre qualité,.
Le déclin du vin péruvien a même amené le Pérou à importer du vin chilien, comme en 1795, quand Lima a importé 5 000 troves (espagnol : botijas) de Concepción au sud du Chili,. Cette exportation particulière a montré l'émergence du Chili par rapport au Pérou en tant que région viticole. Eduard Friedrich Poeppig a affirmé, comme certains l'ont fait avant lui, que les vins de Concepción étaient les meilleurs du Chili, probablement en raison du climat moins aride du sud du Chili.
Le Nouveau Monde a importé du vin dès les débuts de la colonisation européenne, notamment à des fins religieuses. Peut-être le premier exemple significatif du commerce dans l'autre sens a-t-il été le vin de Constantia d'Afrique du Sud, qui était devenue au XVIIIe siècle un favori pour les royautés européennes,.

### Vins du Nouveau Monde à l'ère industrielle
Des boutures de vigne du cap de Bonne-Espérance ont été apportées dans la colonie pénitentiaire de Nouvelle-Galles du Sud par le gouverneur Phillip lors de la première flotte (1788). Une tentative de production de vin de ces premières vignes a échoué, mais avec persévérance, d'autres colons ont réussi à cultiver des vignes pour la vinification, et le vin australien est devenu disponible à la vente dans les années 1820. En 1822, Gregory Blaxland devint le premier exportateur de vin australien et fut le premier vigneron à remporter un prix à l'étranger. En 1830, des vignobles ont été établis dans la vallée Hunter. En 1833, James Busby est revenu de France et d'Espagne avec une sélection sérieuse de cépages, dont la plupart des cépages français classiques et une bonne sélection de cépages destinés à la production de vin muté.
Les premiers vignerons australiens ont rencontré de nombreuses difficultés, notamment en raison du climat australien peu connu. Cependant, ils ont finalement obtenu un succès considérable. « Lors de l'exposition de Vienne en 1873, les juges français, dégustant à l'aveugle, ont fait l'éloge de certains vins de Victoria, mais se sont retirés en protestant contre lorsque la provenance du vin a été révélé, au motif que les vins de cette qualité doivent clairement être français ». Les vins australiens ont continué à remporter de grands prix dans les concours français. Une syrah victorienne (également appelée shiraz) en compétition à l'exposition de 1878 à Paris a été comparée à Château Margaux et « son goût a complété sa trinité de perfection ». Un vin australien a remporté une médaille d'or « première classe » à l'Exposition internationale de Bordeaux en 1882 et un autre a remporté une médaille d'or « contre le monde » à l'Exposition internationale de Paris en 1889.
Le vin chilien a commencé à se moderniser en 1851 lorsque Silvestre Ochagavia a importé des boutures de cépages français. On attribue à Silvestre Ochagavia l'introduction au Chili des cépages cabernet sauvignon, pinot noir, côt, merlot, sémillon et riesling. D'autres riches viticulteurs ont suivi. Dans les années 1870, l'industrie du vin était le secteur la plus développée de l'agriculture chilienne.

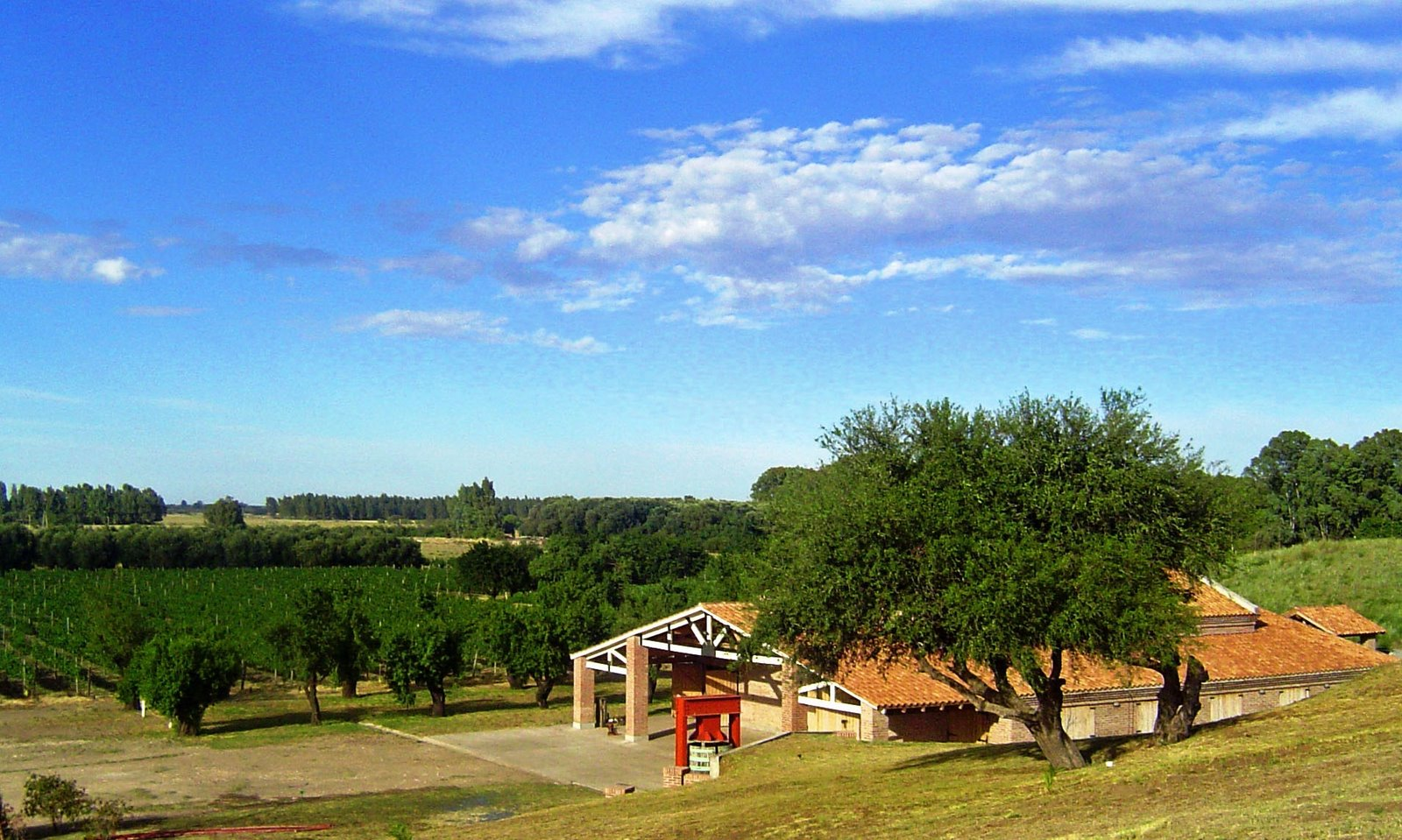
Vignobles et chai à Médanos, Buenos Aires, Argentine

La région de Mendoza, ou historiquement Cuyo, a connu un essor sans précédent au XIXe siècle et au début du XXe siècle, et est devenu la cinquième région viticole du monde et la première en Amérique latine. La mise en place du chemin de fer Buenos Aires-Mendoza en 1885 met fin au long et coûteux commerce qui utilisait les chariots pour relier ces deux régions de l'Argentine et a provoqué le développement de vignobles à Mendoza. En outre, l'immigration massive à Río de la Plata, principalement en provenance du sud de l'Europe, a accru la demande et a acheté le l'ancien savoir-faire de l'industrie vinicole argentine. Les vignobles de Mendoza totalisaient 1 000 ha en 1830 mais atteignirent 45 000 ha en 1910, surpassant le Chili qui, au XIXe siècle, possédait une plus grande superficie de vignes et une industrie plus moderne. En 1910, environ 80 % de la superficie des vignobles argentins étaient plantés de stocks français, principalement du malbec.
Au XIXe siècle, la viticulture péruvienne est en déclin. La demande de l'Europe industrialisée a poussé de nombreux viticulteurs péruviens à transformer l'utilisation des terres viticoles vers des champs de coton plus lucratifs, contribuant ainsi au déclin de l'industrie du vin et du pisco. Cela était particulièrement vrai à l'époque de la guerre de sécession (1861-1865), lorsque les prix du coton ont grimpé en flèche en raison du blocus du sud et de ses champs de coton. En Afrique du Sud également, la production de vin a été frappée dans les années 1860 par l’application du Traité Cobden-Chevalier en 1860 qui a forcé les vins sud-africains à concurrencer les vins français en Grande-Bretagne et a entraîné un doublement des importations de vin français en Grande-Bretagne. Les vignobles sud-africains ont également subi un second recul après l'arrivée de la crise du phylloxéra dans les années 1880.
| Pays       | Proportion(%) |
| Argentine  | 39.51         |
| Chili      | 33.64         |
| États-Unis | 19.93         |
| Brésil     | 3.98          |
| Pérou      | 1.22          |
| Uruguay    | 1.14          |
| Bolivie    | 0.32          |
| Mexique    | 0.22          |

### XXesiècle
Les exportations de vin chilien vers l'Argentine ont été entravées par le manque de transport terrestre efficace et par les peurs liées à une série de guerre. Cette situation a changé après la signature des Pactes de Mai en 1902 et l’inauguration du Chemin de fer Transandino en 1909, rendant la guerre improbable et le commerce à travers les Andes facile. Les gouvernements ont accepté de signer un accord de libre-échange. L'association des viticulteurs argentins, Centro Vitivinícola Nacional, dominée par les immigrants européens, a vivement protesté contre l'accord de libre-échange, les vins chiliens étant considérés comme une menace pour l'industrie locale. Les plaintes des viticulteurs argentins et celles des éleveurs bovins au Chili ont fini par détruire les plans d'un accord de libre-échange.

## Caractéristiques des vins du Nouveau Monde

### Style
Comme les vignobles du Nouveau Monde sont généralement dans des climats plus chauds que ceux du centre-nord de l'Europe - en fait, certaines régions majeures du Nouveau Monde sont des zones désertiques irriguées - les raisins du Nouveau Monde ont tendance à être plus mûrs. Ainsi, les vins du Nouveau Monde ont tendance à être plus alcoolisés et corsés. Des critiques comme Robert M. Parker, Jr. ont influencé les producteurs et les consommateurs du Nouveau Monde vers un style plus fruité, avec une utilisation accrue du chêne neuf. Cependant, ces dernières années, il y a eu une réaction contre certains styles très boisés, alcooliques qui caractérisait à la fin des années 1980 les chardonnays australiens par exemple, à mesure que des vignobles plus frais ont été identifiés et que les vignerons sont devenus plus sophistiqués et plus restreints.

### Étiquetage variétal
Traditionnellement, le vin « New World » utilisait des noms de régions européennes connues, telles que Bourgogne, Champagne, Sherry, Port et Hock. Cela donnait aux consommateurs une idée générale du goût du vin. Cela a changé lorsque les viticulteurs ont développé la confiance nécessaire pour développer leurs propres styles de vin tels que Grange. Les producteurs européens se sont opposés à l'utilisation de leurs noms régionaux, et des écrivains tels que Frank Schoonmaker aux États-Unis ont encouragé l'utilisation de noms de cépages tels que ceux utilisés pour les vins d'Alsace. Une des raisons était que contrairement à l’Europe, il n’existait pas d’histoire de lieux particuliers associés à des styles de vin particuliers, et que les viticulteurs pouvaient acheter des raisins provenant de nombreuses sources. En effet, des vins tels que Grange ont spécifiquement ignoré l'origine des raisins afin d'obtenir un style plus cohérent. Ainsi menés par des vignerons tels que Robert Mondavi, l'étiquetage variétal est devenu courant dans les années 1960 et 1970 et s'est depuis répandu dans la plupart des pays d'Europe de l'Est et une grande partie de l'Europe occidentale.
Par la suite, les vignerons du Nouveau Monde ont redécouvert l'art d'assembler les vins, avec des assemblages tels que syrah / cabernet sauvignon, sémillon / sauvignon et la combinaison du Rhône faite de grenache, de syrah et de mourvèdre (« GSM »). Et comme les viticulteurs du Nouveau Monde ont mieux compris les sols et les climats de leurs vignobles, la notion de terroir est arrivée au Nouveau Monde, avec la « Terra Rossa » de Coonawarra connue pour ses Cabernet Sauvignons, ainsi que la Vallée d’Eden et la Clare Valley et la Vallée du Bío-Bío au Chili pour le riesling.

### Marketing
Moins dépendants de la géographie, les vins du Nouveau Monde ont davantage mis l’accent sur l’image de marque en tant qu’outil marketing, à l’instar des marques allemandes Blue Nun et portugaise Mateus Rosé, créées respectivement en 1927 et en 1942. Les « critter wines », qui utilisent des animaux sur leurs étiquettes, constituent un style de marque particulier. Sans la préoccupation de l'héritage partiel du code napoléonien, les vignobles du Nouveau Monde ont tendance à être beaucoup plus gros que ceux de Bourgogne par exemple, ce qui a permis des économies d'échelle et une meilleure capacité de négociation avec les détaillants de masse. Avec des supermarchés commercialisant une proportion croissante de vins sur de nombreux marchés, les producteurs du Nouveau Monde sont mieux placés pour tirer parti de cette tendance à la hausse des volumes et des faibles marges.

### Propriété
La taille plus grande des sociétés viticoles du Nouveau Monde en a fait des cibles attrayantes pour les sociétés multinationales de boissons qui cherchent à exploiter la tendance à la consommation de vin plutôt qu'à celle de la bière ou de spiritueux. Ainsi, le groupe Foster's a racheté à la fois Beringer Blass (une société holding pour Wolf Blass, Mildara Wines et bien d’autres) et Southcorp Wines (société holding pour Penfolds, Lindemans, Wynns et bien d’autres). Pernod-Ricard a racheté Montana Wines, Diageo possède Blossom Hill, et Constellation Brands a un portefeuille couvrant le Nouveau Monde, de Ravenswood et Vincor à Nobilo et Hardys.

## Pays viticoles

### Afrique du Sud
Le vin a été produit pour la première fois en Afrique du Sud par le fondateur du Cap en 1659, et à la fin du XVIIIe siècle, Constantia, fabriqué à partir de muscat de Frontignan (muscat blanc à petits grains), était populaire au sein des royautés européennes. Toutefois, le phylloxéra a décimé les vignobles et la coopérative KWV qui exploitait la majeure partie de l'industrie depuis 1918 n'a guère encouragé la production de vin de qualité. La fin de l'apartheid a suscité une vague d'investissements et d'innovation dans les vignobles du Cap, bien qu'il reste de vastes zones de cépages indistincts comme le colombard. Stellenbosch et Paarl peuvent produire des vins de classe mondiale à partir des cépages bordelais, de la syrah et aussi du pinotage, un cépage issue du pinot noir et du cinsault. L'Afrique du Sud est également la deuxième maison du chenin, connue sous le nom de steen. Le muscat blanc à petits grains, connu localement sous le nom de muscadel rouge et blanc, est de nouveau utilisé pour fabriquer le Constantia.

### Argentine

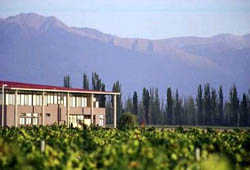
Tapiz Winery à Agrelo, Mendoza

L'Argentine est le cinquième producteur de vin au monde, même si sa consommation intérieure est traditionnellement élevée (en 2006, les Argentins représentaient en moyenne plus de 40 litres par an en un an). Il a une longue tradition de vinification sous les Espagnols, depuis 1557, mais l'industrie a été influencée par des immigrants plus récents, notamment des Italiens et des Allemands. Les exportations ont augmenté au milieu des années 1990 à la suite du succès de leurs voisins du Chili et se sont accélérées après la crise économique de 2002.
La longue histoire de la viticulture en Argentine a fait évoluer de nombreux cépages locaux, mais peut-être le raisin le plus typique d'Argentine est le torrontés, qui produit un vin blanc aromatique. Cependant, les Argentins aiment le vin rouge pour accompagner leurs célèbres steaks. Le malbec s'est avéré être le cépage le plus performant sur les marchés d'exportation, le barbera et la « bonarda » (maintenant connu sous le nom de corbeau, un cépage mineur de Savoie) étant assemblés dans des vins plus abordables.
La province de Mendoza, qui est le principal producteur de l'Argentine, a également été reconnue dans le secteur du tourisme viticole en raison d'investissements importants dans de nouveaux établissements vinicoles et dans de nouveaux hôtels. Les autres zones de production comprennent San Juan, Salta, La Rioja, Catamarca, Rio Negro et la région viticole de Buenos Aires.

### Australie

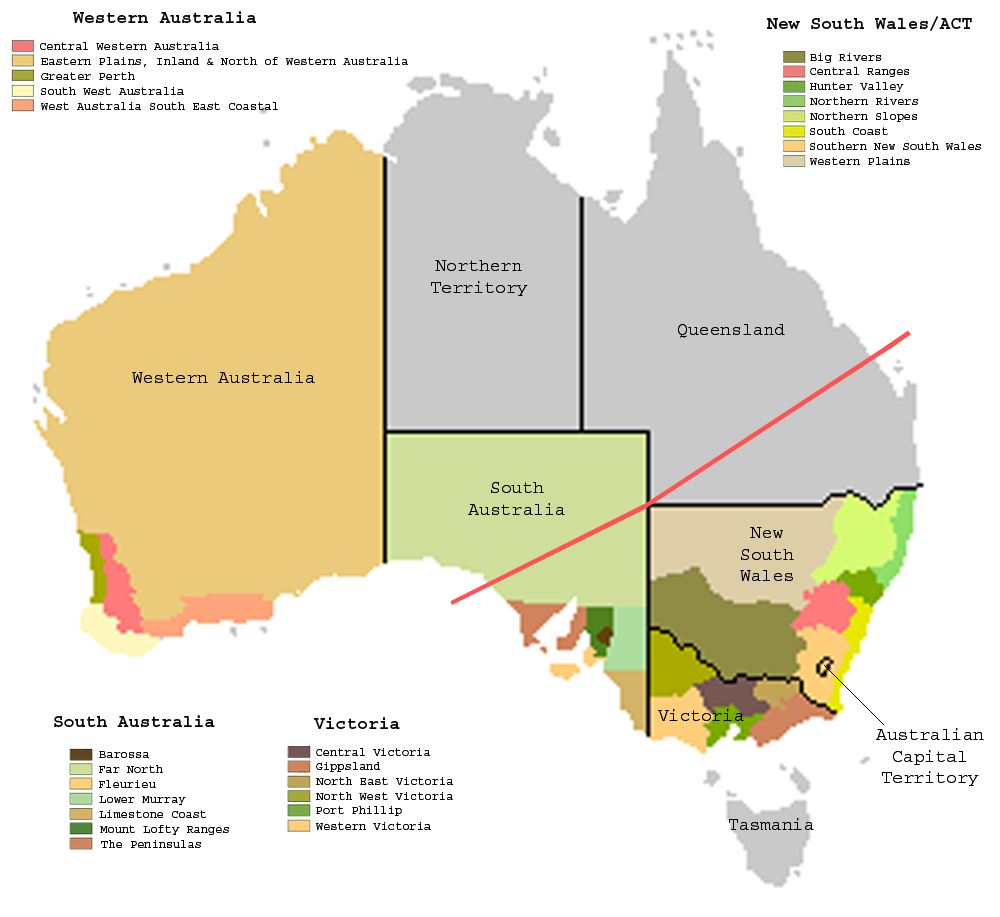
Régions viticoles australiennes

Des boutures de vigne d'Afrique du Sud ont été apportées par la première flotte (1788) et, bien que les colons aient pris le temps de s'adapter aux nouvelles conditions, les exportations de vin ont commencé en 1822. Dans les années 1880, les vins australiens étaient récompensés en Europe. À partir des années 1870 le phylloxera a frappé dans les régions viticoles orientales entraînant la destruction de nombreux vignobles. Le sud de l'Australie étant épargné par le phylloxera, il regroupe certains des plus anciens vignobles de la planète.
Penfolds Grange et d'autres ont mené et favorisé le regain d'intérêt pour les vins de table, qui a culminé en 2000, lorsque l'Australie a vendu plus de vin au Royaume-Uni que la France.
Alors que certains vins australiens, leurs chardonnays en particulier, ont déjà été critiqués pour être trop boisé et plus mûr, l'industrie vinicole australienne est maintenant parmi les plus sophistiqués au monde, avec plus de vignobles plantés dans des climats plus froids, comme le pinot noir en Tasmanie et la popularisation des vins non boisés. Plusieurs spécialités régionales ont vu le jour, notamment le shiraz dans la vallée de Barossa, le cabernet sauvignon à Coonawarra, le riesling dans l'Eden Valley et la Clare Valley et le sémillon de Hunter Valley. Les muscats Rutherglen sont des vins fortifiés du Nouveau Monde.

### Bolivie
La viticulture est introduite en Bolivie par des missionnaires jésuites au XVIe siècle. Les vignes sont majoritairement situées entre 1 600 et 2 000 mètres d'altitude et s'étendent sur 5 000 hectares au total. Certaines vignes sont même exploitées jusqu'à 3 000 mètres d'altitude. Le vignoble se trouve principalement dans le département de Tarija.

### Canada

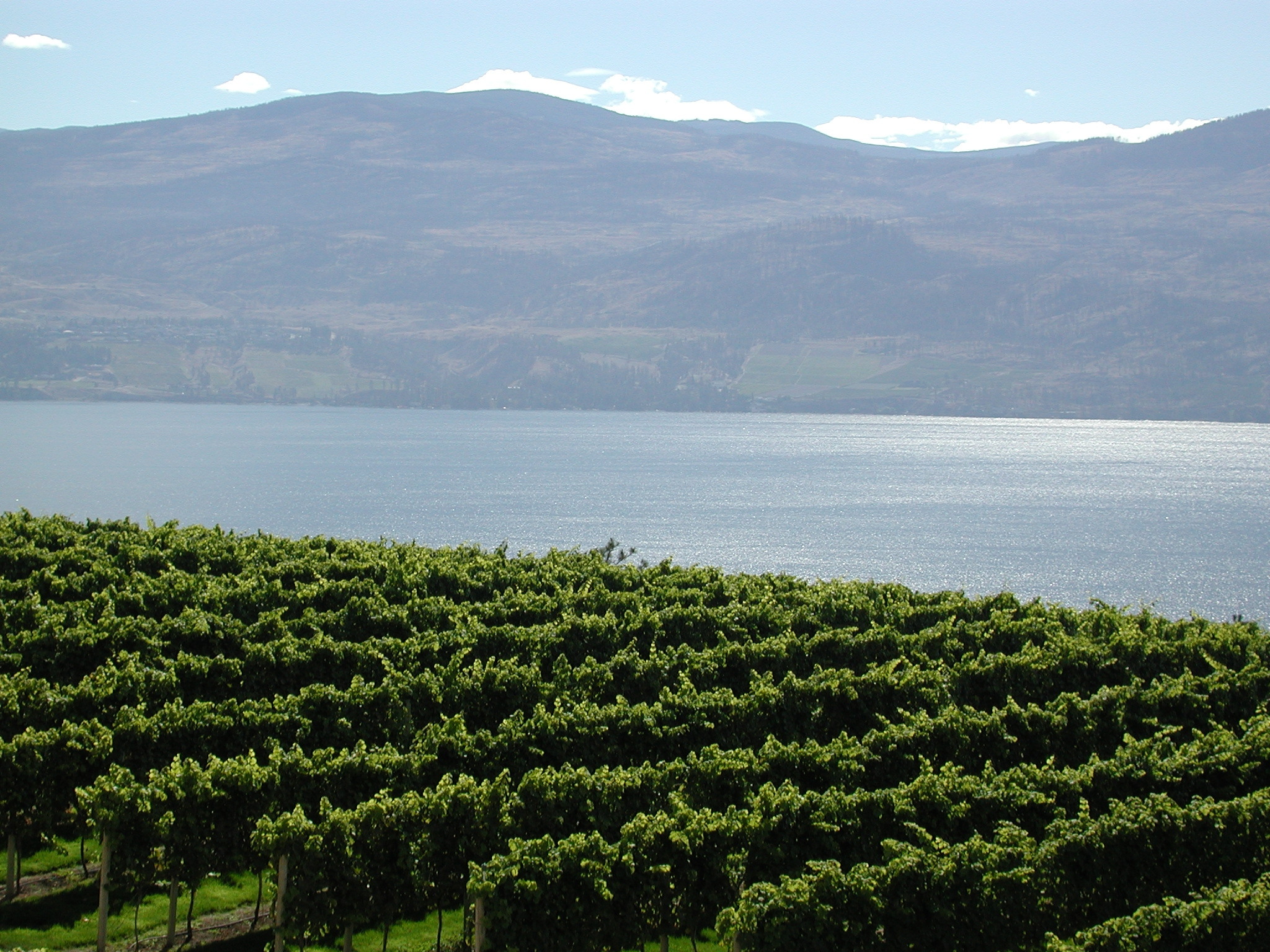
Vignobles près du lac Okanagan en Colombie-Britannique

Le Canada a suivi un chemin similaire à l'est des États-Unis - les premières tentatives de croissance de Vitis vinifera ont échoué, entraînant une importante industrie d'exportation basée sur Vitis labrusca et Vitis riparia, fortifiée pour masquer les arômes « foxy ». Le pays a eu sa propre version de la prohibition jusqu'en 1927 et, après la fin des formalités administratives, il a empêché l'industrie jusqu'en 1974. Dans les années suivantes, l'amélioration de la viticulture et des cépages ont permis une expansion substantielle de l'industrie dans les années 1990, essentiellement localisé au sud de l'Ontario réchauffé par les Grands Lacs, le Québec et dans la vallée de l’Okanagan au sud de la Colombie-Britannique. Bien qu'il y ait eu des progrès avec les vins rouges issus des cépages bordelais et du pinot noir, les vins canadiens les plus réussis sont les vins de glace fabriqués à partir de cépages comme le riesling, le vidal et même le cabernet franc.

### Chili

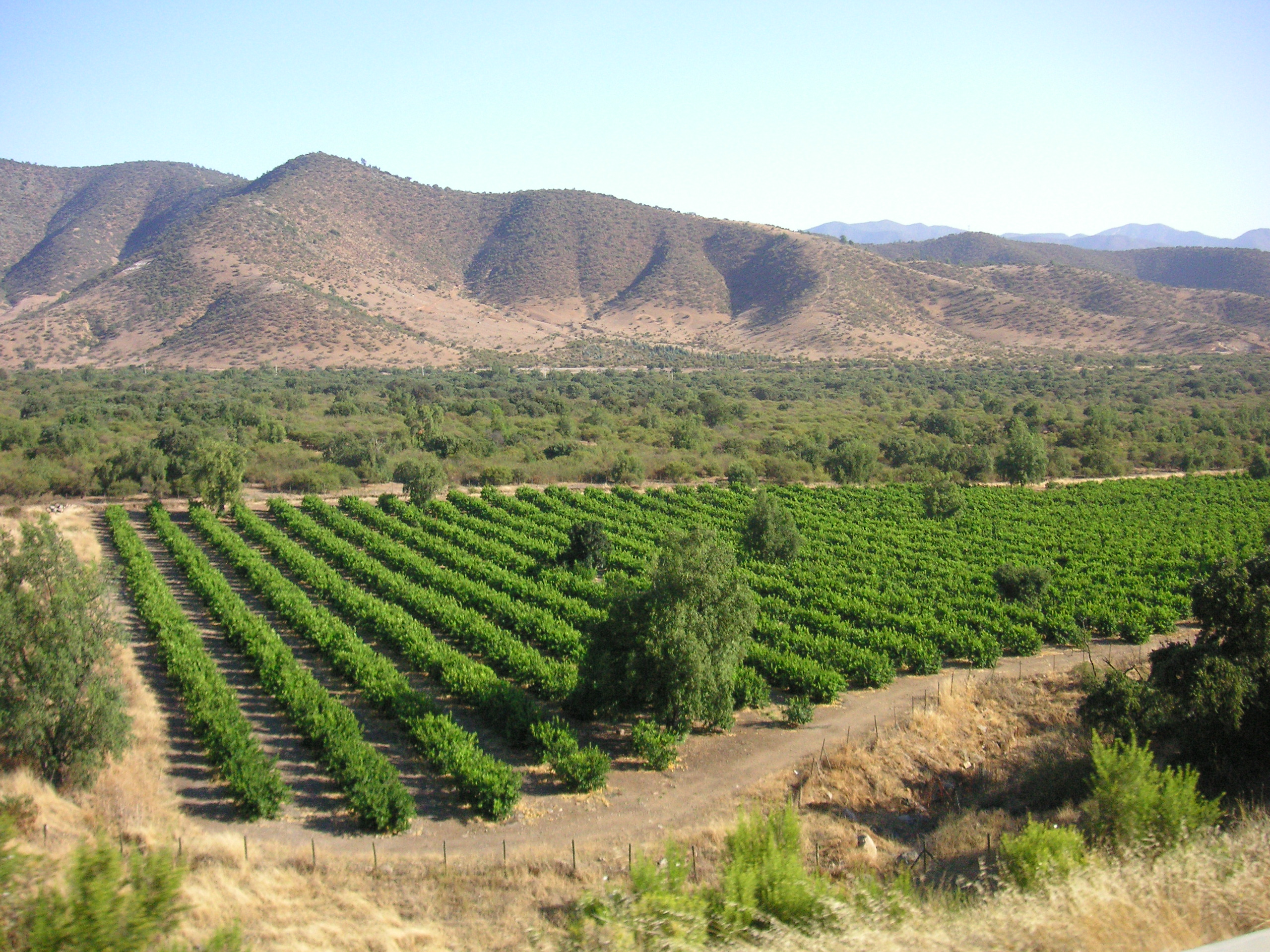
Beaucoup de vignobles du Chili se trouvent sur des terres plates dans les contreforts des Andes.

Comme en Argentine, la viticulture chilienne remonte aux Conquistadors. Les cépages bordelais sont arrivés au milieu du XIXe siècle, mais pendant longtemps, nombre des vignes considérées comme des merlots étaient en fait des carménères, et ces derniers sont devenus des cépages emblématiques. C'est le dixième producteur de vin au monde. Traditionnellement, la quantité était privilégiée par rapport à la qualité, et la paperasserie décourageait l'amélioration. Dans le cadre des réformes Pinochet des années 80, des investissements ont été réalisés dans les établissements vinicoles et les vignobles, et les exportations ont réellement commencé au milieu des années 90. Habituellement, les vignobles chiliens se trouvaient dans des zones semi-arides irriguées par les eaux des Andes, mais il y a eu un intérêt croissant pour les zones plus fraîches telles que la vallée de Lleyda (connue pour son pinot noir) et la vallée du Bío-Bío, qui convient au riesling et au gewürztraminer.
Le Chili est connu pour être l'une des rares régions viticoles à être exemptes de phylloxéra.

### Colombie
L'histoire du vin de la Colombie était différente de celle des autres pays de la région. Le vin était principalement produit pour des raisons religieuses par des prêtres catholiques dans les monastères du pays. En raison des restrictions imposées aux immigrants européens pour entrer dans le pays après l'indépendance par rapport à l'Espagne, l'industrie du vin ne s'est pas développée comme dans d'autres pays d'Amérique du Sud. La bière et l'Aguardiente sont devenues des boissons plus populaires que le vin. Il y a quelques régions en Colombie qui produisent des vins fins d'excellente qualité, mais la majorité du vin est consommée localement. Villa de Leyva est une petite région située au nord de Bogota, connue pour son climat méditerranéen. Le vin produit dans ces régions répond à des normes internationales très élevées. La Valle del Cauca, au sud de Bogotá, est également une région viticole bien connue. Les vins de Colombie ont tendance à être plus doux en raison du climat des Andes, du temps chaud et des pluies constantes.

### États-Unis
Bien que le vin soit fabriqué à travers tous les États-Unis, 90 % de la production provient de Californie. La Gallo Winery exploite une installation industrielle à Modesto, en Californie, qui produit la majorité des exportations de vin de l'État. La majeure partie du reste est répartie entre l'État de Washington et l'État de New York, suivi de l'Oregon. Les premières vignes californiennes ont été importées de Nouvelle-Espagne ou du Mexique, elles- mêmes importées par des explorateurs et des colons espagnols. L'Amérique du Nord possède plusieurs espèces indigènes de Vitis, à partir desquelles le vin a été fabriqué depuis longtemps dans l'est du pays, bien que les arômes de « foxy » des vins produits à partir de ces cépages ne soient pas au goût de tous. Le cépage catawba a ouvert la voie à la vinification de cépages indigènes, d'abord en Ohio et plus tard dans la région des Finger Lakes, dans l'État de New York. La Californie a suivi un parcours similaire à celui des pays d'Amérique latine, les missionnaires espagnols ayant lancé le premier vignoble de vignes vinifera en 1769, puis les immigrants venus de Bordeaux et d'Italie apportant leurs raisins indigènes. Bientôt, une industrie florissante s'est développée, en particulier dans la vallée de Napa, qui a été stoppée par le phylloxéra et, de manière unique, par la prohibition (1920-1933).
Une conséquence intéressante de la Prohibition est que les vignobles ont été replantés avec des raisins de qualité inférieure, comme l'alicante Bouschet, capables de survivre au transport vers le domicile des viticulteurs. En général, la prohibition a eu un effet dévastateur sur la production commerciale dans le pays, qui n'a commencé à se redresser qu'à la fin des années 1960 et 1970 avec l'impulsion des grands pionniers de l'industrie tels qu'Ernest et Julio Gallo, Robert Mondavi et les scientifiques de l'université de Californie à Davis. Cette dernière institution a joué un rôle de premier plan dans le redressement de l'industrie du vin aux États-Unis, en identifiant notamment les vignes plantées (notamment le cépage emblématique de la Californie, le robuste zinfandel qui s'est avéré être le cépage croate crljenak kaštelanski) et en encourageant l'utilisation des meilleurs clones des cépages européens traditionnels. Dans les années 1970, les appellations géographiques furent appelées régions viticoles américaines.
Dans les années qui ont suivi la prohibition, le marché intérieur a exigé des « vins de pichet » bon marché et des vins fortifiés sucrés. Ces goûts ont conduit à des styles locaux tels que le White Zinfandel (un rosé sucré) et les « bum wines ». L'intérêt pour les cépages européens traditionnels a augmenté après que Mondavi a réinventé le sauvignon dans un style sec et fortement boisé appelé Fumé Blanc, menant aux innovations qui ont triomphé de manière spectaculaire à Paris en 1976. Alors que la Californie est connue pour ses cabernet sauvignon, zinfandel et chardonnay en particulier, elle produit une quantité de vin tellement importante que presque tous les cépages finissent par y être cultivés dans des proportions plus ou moins grandes. Par exemple, les « Rhone Rangers » ont favorisé les cépages du Rhône, notamment le viognier, et certaines spéculations prévoient que le changement climatique obligerait la Californie à se tourner vers le sud de l'Europe pour trouver des cépages. Les États du nord-ouest de l'Oregon et de Washington sont connus pour leurs pinots noirs et leurs rieslings, tandis que l'État de New York continue de produire du vin principalement à partir de cépages Vitis labrusca et d'hybrides.

### Mexique

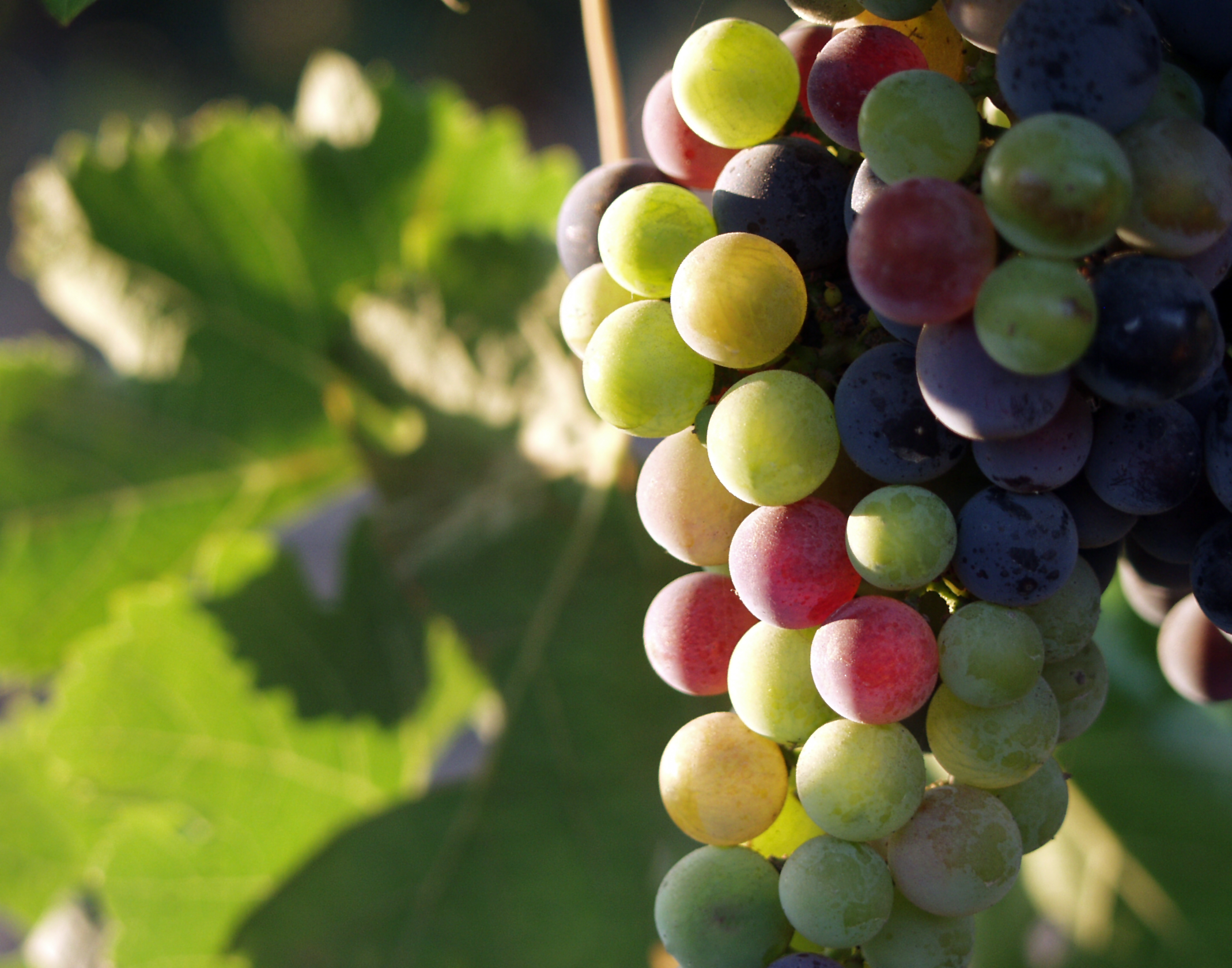
Raisins pendant la pigmentation en Basse-Californie, Mexique

Le Mexique est la plus ancienne région viticole des Amériques.
En 1549, des explorateurs et des colons espagnols ont découvert une vallée fertile dans l'État actuel de Coahuila, ils y ont rencontré des vignes indigènes et fondèrent la mission de Santa María de las Parras ou « Sainte Marie des Vignes ». En 1597, la colonie espagnole Don Lorenzo García a fondé l'Hacienda de San Lorenzo, où il a créé, avec d'autres missionnaires espagnols, la Casa Madero, la plus ancienne maison vinicole des Amériques.
Beaucoup de vignes de Parras de la Fuente, de Coahuila et d’autres endroits du Mexique ont été les premières à être exportées et cultivées dans l’actuelle Californie, ainsi que dans d’autres provinces du nord de la Nouvelle-Espagne et d’autres colonies espagnoles d’Amérique du Sud. En 1699, le roi d'Espagne, alarmé par la concurrence du Nouveau Monde, interdit la production de vin en Nouvelle-Espagne, à l'exception des vins destinés à l'église. L'interdiction a duré jusqu'à l'indépendance du Mexique en 1810.
À partir de 2013, environ 90 % du vin mexicain est produit dans l'État de Baja California (nord-ouest), voisin de la région viticole de Californie aux États-Unis, notamment dans la vallée de Guadalupe, dans la municipalité d'Ensenada.

### Nouvelle-Zélande
La viticulture néo-zélandaise a été lancée de manière modeste par les immigrants croates à la fin du XIXe siècle, mais ce n'est que dans les années 1970 qu'elle a commencé à prospérer. Plusieurs facteurs se sont réunis à cette époque: l’entrée de la Grande-Bretagne dans la Communauté économique européenne en 1973 a mis fin au commerce agricole, tandis que les Néo-Zélandais eux-mêmes ont pris goût au vin.
Divers cépages ont été essayés dans les premières années, mais c'est dans les années 1980 que la Nouvelle-Zélande a développé le style distinctif du sauvignon qui est devenu sa marque de fabrique. Depuis lors, les cépages bourguignons du chardonnay et du pinot noir ont été développés dans des vignobles plus frais et plus au sud, avec un succès considérable. Plus récemment, il y a eu une popularité croissante pour les cépages blancs « aromatiques » telles que le gewürztraminer et le riesling, les styles Auslese étant également tentés.

### Pérou
Les premières vignes ont été apportées au Pérou peu après sa conquête par l'Espagne. Les chroniqueurs espagnols de l'époque notent que la première vinification en Amérique du Sud a eu lieu dans l'hacienda Marcahuasi de Cuzco. Cependant, les vignobles les plus grands et les plus importants des Amériques des XVIe et XVIIe siècles ont été établis dans la vallée d'Ica du centre-sud du Pérou. Dans les années 1540, Bartolomé de Terrazas et Francisco de Carabantes ont créé des vignobles au Pérou. Ce dernier a établi des vignobles à Ica, que les Espagnols d'Andalousie et d'Estrémadure ont utilisé pour introduire des vignes au Chili,.
En 1687, le tremblement de terre de 1687 au Pérou, qui détruisit les villes de Villa de Pisco et Ica, frappa toute la côte sud du Pérou. Le tremblement de terre a détruit les caves à vin et les conteneurs en terre utilisés pour le stockage du vin. Cet événement marque la fin du boom du vin au Pérou.
En 2008, il y avait environ 14 000 hectares de plantations de raisins au Pérou, dont des raisins de table, et quelque 610 000 hectolitres de vin, avec une tendance croissante dans les plantations et la production de vin. La plupart des vignobles sont situés sur la côte centrale, autour de Pisco et d'Ica, où s'effectue la majeure partie de la vinification et de la distillation au Pérou.

### Uruguay
La viticulture en Uruguay date du premier peuplement espagnol. Les cépages cultivés reflètent l'origine géographique de leurs diffuseurs, et typiques du sud-ouest de la France, notamment le tannat. Le vignoble couvre 10 000 hectares et produit environ un million d'hectolitres.